# شبکه حسگر
شبکه حسگر شبکه‌ای متشکل از تعداد زیادی گره کوچک است که در هر گره تعدادی حسگر و کارانداز وجود دارد. شبکه حسگر بشدت با محیط فیزیکی تعامل دارد. از طریق حسگرها اطلاعات محیط را گرفته و از طریق کار اندازها واکنش نشان می‌دهد. ارتباط بین گره‌ها به‌صورت بیسیم است. هر گره به‌طور مستقل و بدون دخالت انسان کار می‌کند و از لحاظ فیزیکی بسیار کوچک است. تفاوت اساسی این شبکه‌ها ارتباط آن با محیط و پدیده‌های فیزیکی است. شبکه‌های قدیمی ارتباط بین انسانها و پایگاه‌های اطلاعاتی را فراهم می‌کند در حالی که شبکهی حسگر مستقیماً با جهان فیزیکی در ارتباط است. با استفاده از حسگرها محیط فیزیکی را مشاهده کرده، بر اساس مشاهدات خود تصمیم‌گیری نموده و عملیات مناسب را انجام می‌دهند.

## ویژگی‌ها
۱) محدودیت‌ها: هر گره ضمن اینکه باید کل اجزا لازم را داشته باشد باید بحد کافی کوچک، سبک و کم حجم نیز باشد. بعنوان مثال در
برخی کاربردها گره یاید به کوچکی یک قوطی کبریت باشد و حتی گاهی حجم گره محدود به یک سانتیمتر مکعب است و از نظر وزن آنقدر باید سبک باشد که بتواند همراه باد در هوا معلق شود.
۲) تعداد بسیار زیاد گره‌ها: شبکه باید هم از نظر تعداد گره و هم از نظر میزان پراکندگی گره‌ها، مقیاس پذیر باشد. بعبارت دیگر شبکه
حسگر از طرفی باید بتواند با تعداد صدها، هزارها و حتی میلیونها گره کار کند و از طرف دیگر، چگالی توزیع متفاوت گره‌ها را نیز پشتیبانی کند.
۳) وجود استعداد خرابی در گره‌ها: هر گره ممکن است خراب شود یا در اثر رویدادهای محیطی مثل تصادف یا انفجار به‌کلی نابود شود یا در
اثر تمام شده منبع انرژی از کار بیفتد. اما خرابی گره‌ها نباید عملکرد کلی شبکه را تحت تأثیر قرار دهد
۴) توپولوژی: توپولوژی شبکه حسگر توپولوژی گراف است. به دلیل اینکه ارتباط گره‌ها بیسیم و به‌صورت پخش همگانی است و هر گره با چند
گره دیگر که در محدوده برد آن قرار دارد ارتباط دارد.
1. قیمت: تعداد گره‌ها گاهی تا میلیونها می‌رسد. در این صورت کاهش قیمت گره حتی به مقدار کم تأثیر قابل توجهی در قیمت کل شبکه خواهد داشت.
2. شرایط محیطی: طیف وسیعی از کاربردها ی شبکه‌های حسگر مربوط به محیطهایی می‌شود که انسان نمی‌تواند در آن حضور داشته

باشد. مانند محیطهای آلوده از نظر شیمیایی، میکروبی، هسته‌ای ویا مطالعات در کف اقیانوسها و فضا ویا محیطهای نظامی بعلت حضور
دشمن ویا در جنگل و زیستگاه جانوران که حضور انسان باعث فرار آنها می‌شود. در هر مورد، شرایط محیطی باید در طراحی گره‌ها در نظر
گرفته شود.
1. رسانه ارتباطی: در شبکه‌های حسگر ارتباط گره‌ها به‌صورت بیسیم و از طریق رسانه رادیویی، مادون قرمز، یا رسانه‌های نوری دیگر صورت می‌گیرد. اکثراً از ارتباط رادیویی استفاده می‌شود.
2. طول عمر شبکه: چون طول عمر گره‌ها بعلت محدودیت انرژی منبع تغذیه کوتاه است؛ عمر شبکه‌های حسگر کوتاه است.
3. امنیت و مداخلات: موضوع امنیت در برخی کاربردها بخصوص در کاربردهای نظامی یک موضوع بحرانی است و بخاطر برخی ویژگیها

شبکه‌های حسگر در مقابل مداخلات آسیب‌پذیر ترند. یک مورد بیسیم بودن ارتباط شبکه‌است که کار دشمن را برای فعالیتهای ضد امنیتی
و مداخلات آسانتر می‌کند. مورد دیگر استفاده از یک فرکانس واحد ارتباطی برای کل شبکه‌است که شبکه را در مقابل استراق سمع
آسیب‌پذیر می‌کند. یکی از نقاط ضعف شبکه حسگر کمبود منبع انرژی است و دشمن می‌تواند با قرار دادن یک گره مزاحم که مرتب
پیغامهای بیدار باش به‌صورت پخش همگانی با انرژی زیاد تولید می‌کند باعث شود بدون دلیل گره‌های همسایه از حالت خواب ۳ خارج شوند.
ادامه این روند باعث به هدر رفتن انرژی گره‌ها شده و عمر آنها را کوتاه می‌کند.

## ساختمان داخلی گره
حسگر یک دستگاه است که اطلاعات را تشخیص می‌دهد و روی آن پردازش انجام می‌دهد. حسگرها می‌توانند برای اندازه‌گیری فشار و
دمای هوا، شنیدن نرخ ضربان قلب، اندازه گرفتن فشار خون و … بکار روند. هر گره شامل واحد حسگر و کارانداز، واحد پردازش داده‌ها،
فرستنده و گیرنده بی‌سیم و منبع تغذیه می‌باشد بخشهای اضافی واحد متحرک ساز، سیستم مکان‌یاب نیز ممکن است بسته به کاربرد در گره‌ها وجود داشته باشد.

## کاربردها

### ردیابی هدف
شبکه‌های حسگر بی‌سیم، اصولاً برای نظارت بر محیط‌های گسترده شامل پدیده‌های مشخص و ردیابی هدف‌های متحرک به کار م یروند. در این کاربردها معمولاً لازم است که یک محیط گسترده و عمدتاً غیرقابل دسترسی توسط انسانها، به مدت طولانی رصد شود. تغییرات اندازه‌گیری شده (پدیده فیزیکی، شیمیایی یا هدف‌های متحرک) توسط حسگرها به یک مرکز کنترل گزارش می‌شوند و در برخی موارد نیز اقداماتی از سوی مرکز کنترل صورت می‌گیرد.

## نظارت بر محل سکونت حیوانات
نظارت بر محیط زیست یکی از کاربردهای پرقدرت شبکه‌های حسگر است. برای بررسی این کاربرد، محیط زیست یک حیوان وحشی را انتخاب کردیم؛ جزیرهٔ «گریت داک» ۴. ویژگی خاص این جزیره این است که پرندهٔ مهاجر مرغ طوفان و دیگر پرندگان تولید مثل بسیار زیاد می‌کنند. حال به بررسی کوتاه عملکرد شبکه‌های حسگر در این زمینه می‌پردازیم: شبکه‌های حسگر مقادیر محیطی بنیادی مثل نور، رطوبت، درجه حرارت و فشار را اندازه می‌گیرند که این مقادیر، اطلاعات پایهٔ ما را تشکیل می‌دهند. حسگرهای وابسته به اشعهٔ مادون قرمز از وارد و خارج شدن هر
پرنده به پناهگاه آشیانه اش که در زمین قرار دارد عکس می‌گیرد. سپس توسط حسگرهای افزوده شده، مطالعات خاصی که می‌خواهیم انجام می‌شود. مانند حسگرهایی که در پناهگاه‌های به عنوان نمونه ساخته شدهٔ ما قرار دارند و به وسیلهٔ فشارسنجی کوچک، بر روی تصرف این پناهگاه و افزایش تخم مرغها نظارت می‌کنند.
نیازمندیهای کلی:
۱) دسترسی به اینترنت: شبکه‌های حسگر در جزیرهٔ گریت داک باید از طریق اینترنت قابل دستیابی باشند. قابلیت پشتیبانی فعل و
انفعالات از راه دور، یک جنبهٔ اساسی کاربردهای نظارت بر محیط زیست است.
۲) طول عمر شبکهٔ حسگر: شبکه‌های حسگر به مدت ۹ ماه توسط منابع قدرت غیرقابل شارژ دایر می‌شوند.
۳) قطع شبکه: هر سطح از شبکه باید توسط منابع انرژی محدودی بکار بیفتد. اگرچه برای شارژ مجدد انرژی استفاده از منابعی چون
انرژی خورشیدی در بعضی مکانها قابل استفاده است؛ اما احتمال قطعی کار وجود دارد. البته در جزیرهٔ گریت داک وجود منبع
خورشیدی برای اجرا شدن کفایت می‌کند و احتمال قطعی کم است.
۴) مدیریت فاصله: مکانهای دور باید توسط حسگرها از طریق اینترنت نظارت و اداره شوند.
۵) عملکرد نامحسوس: شالودهٔ ۵ نظارت بر محیط زیست باید ناپیدا باشد. نبود حضور انسانها در مکانهای مورد مطالعه از بی‌ثباتی مقادیر جمع‌آوری شده و بسیاری اشتباهات جلوگیری می‌کند.

## نظارت بر محیط
ردیابی آتش در جنگل:
برای مثال آتش‌سوزی جنگلها در کرهٔ جنوبی در فصلهای بهار و پاییز مرتباً تکرار می‌شود. به دلیل این که این فصلها از فصلهای
تابستان و زمستان خشک ترند. جنگلها در کره، به آتش گرفتن آسیب پذیرند. چون به خاطر بادهای گرم و خشک دامنهٔ کوه، بارندگی کم
است؛ بنابراین آتش به سرعت در جنگل پخش می‌شود. کنترل آتش در این مناطق وسیع دشوار است. در هر بار آتش‌سوزی حدود ۳٫۴ تن
خاک از بین می‌رود که بازیابی آن ۳ تا ۴ سال طول می‌کشد و همچنین ۳۰ تا ۴۰ سال زمان می‌برد تا اکوسیستم ۶ بازیابی شود. برای
جلوگیری از آتش و داشتن اخطار به موقع آتش‌سوزی، باید سیستم نظارت داشته باشیم. این سیستم از شبکه‌های حسگر بیسیم، فرستنده
و گیرنده و میان افزار تشکیل شده‌است. حسگرها با تجزیه و تحلیل اطلاعات اطراف خود، اعلان خطر آتش در جنگل را می‌دهند. به این
صورت: گره‌های حسگر بیسیم به راحتی در هرجا می‌توانند نصب، برداشته و جایگزین شوند. این گره‌ها به‌طور همزمان اطلاعات محیط
خود را دریافت می‌کنند. این شبکهٔ حسگر به اینترنت متصل می‌شود و اطلاعات دریافتی را می‌فرستند

## کنترل محیط
کنترل ترافیک، کنترل دمای محیط، کشف سرقت از فروشگاه‌ها، اطلاع دادن سریع از وقوع حادثه و … در این حوزه قرار می‌گیرند.

## صحت کشاورزی
درستی زراعت یکی از کاربردهای امید بخش شبکه‌های حسگر است که می‌توان محصول با کیفیت از را بهینه ایجاد کرد. زمین زراعی را
مجهز به حسگرهای اندازه‌گیر می‌کنیم. این حسگرها فشار و نسبت رطوبت هوا و رطوبت خاک را اندازه می‌گیرند. هدف اصلی
مشخص شدن قسمت خرابی زمین که قارچ زده شده یا کاهش املاح در آن در حال پیشرفت است.

## نظارت بر سلامت
شبکه‌های حسگر همچنین به‌طور گسترده در زمینه‌های بهداشتی به کار می‌روند. در بعضی بیمارستانهای پیشرفته برای نظارت بر داده‌های
فیزیولوژی بیمار، پیگیری دوره‌های خوردن دارو و نظارت کردن بر پزشکان و بیماران داخل بیمارستان؛ شبکه‌های حسگر بنا گذاشته
شدهاند. انواع کاربردهای نظارت بر سلامت:
1. پرستاری در خانه
2. آزمایش‌های پزشکی
3. بالا بردن مراقبتهای پزشکی اورژانس
4. پرستاری در خانه:

این کاربرد بر پرستاری افراد سالمند تأکید دارد. در دوربینهایی حسگرهای اندازه‌گیر فشار، جهت‌یاب و حسگر برای تشخیص
فعالیتهای ماهیچه کارگذاشته شده‌است که یک شبکهٔ پیچیده ایجاد می‌کند. این شبکه افتادن فرد سالمند، عدم هوشیاری، علائم
[ حیاتی، رژیم غذایی و ورزش او را نظارت می‌کند
۲. آزمایش‌های پزشکی:
به عنوان مثال یکی از آزمایش‌های پزشکی قرار است در دی ماه سال آینده انجام شود: به زودی بر روی بر روی گروهی از کودکان انگلیسی
مبتلا به دیابت نوع ۱ لوزالمعده مصنوعی ساخته شده مورد آزمایش قرار خواهد گرفت. این وسیله به کاربران امکان می‌دهد که بدون نیاز
به آزمایش‌های مکرر قند خون و تزریق انسولین، قند خونشان را کنترل کنند. حسگر بر روی لوزالمعده مصنوعی گذاشته شده‌است و
دارای یک برنامه کامپیوتری جهت اندازه‌گیری میزان انسولین مورد نیاز برای کنترل قند خون می‌باشد. همچنین لوزالمعده دارای پمپ
انسولین می‌باشد. محققان دنبال طراحی الگوریتمی هستند تا حسگر گلوگز بتواند با پمپ انسولین به‌طور مؤثری ارتباط برقرار کند و کار
یک لوزالمعده طبیعی را تقلید کند.
۳. بالا بردن مراقبتهای پزشکی اورژانس:
امروزه ابزارهای بیسیم کم توان، توانستهاند در زمینهٔ چالشهای جدید علم پزشکی مؤثر باشند. سیستمهای نمایشگر، با استفاده از
تعدادی از این ابزارها مورد بهره‌برداری قرار می‌گیرند. حال به معرفی یکی از این ابزارها می‌پردازیم: کدبلو
۱. معرفی کدبلو:
کدبلو تحت عنوان یک ابزار ارتباطی بیسیم به منظور مراقبتهای حیاتی ایجاد شده‌است. کدبلو، به منظور مسیر یابی، علامت دادن،
اکتشاف و تأمین امنیت برای حسگرهای پزشکی بیسیم (کامپیوترها و سایر ابزارهایی که ممکن است به منظور مراقبت و درمان بیماران در
گسترهٔ تجهیزات پزشکی استفاده شود) طراحی شده‌است. کدبلو به منظور مقیاس کردن گسترهٔ وسیعی از شبکه‌های پزشکی، از کلینیکهای
خیلی خلوت گرفته تا بیمارستانهای خیلی شلوغ در بخش اورژانس استفاده می‌شود. کدبلو می‌بایست بر روی مجموعه ابزارهای بیسیم، از سیستمهای کوچک گرفته تا کامپیوترهای بزرگ عمل نماید. هم‌اکنون کدبلو در مرحلهٔ طراحی اولیه و مدل‌سازی می‌باشد. هدف اصلی در طراحی استفاده از این ابزار، به انجام کلرهای اورژانسی می‌باشد.
۲. معماری کدبلو:
کدبلو سطحی از اطلاعات طبقه‌بندی شده و کلیدی را به منظور هماهنگی و ایجاد ارتباط بین تجهیزات پزشکی بیسیم ارائه می‌دهد.
کدبلو قوانین و خدمات را برای نام گذاری گره‌ها، اکتشاف و مسیر یابی آماده می‌سازد. کدبلو بر مبنای مدل انتشار_تصویب ۸ برای انتقال داده به گره‌های حسگر اجازه می‌دهد تا مسیر علائم و موقعیتهای حساس را منتشر نماید و به وسیلهٔ پزشکان و پرستاران تشخیص دهد که به
کدام سیستم کامپیوتری مربوط می‌شود.

## کاربردهای نظامی
نظارت بر تجهیزات، مهمات و نیروها:
شبکه‌های حسگر بیسیم را می‌توان برای جمع‌آوری اطلاعات مربوط به شرایط موجود نیروهای نظامی استفاده کرد. اطلاعات جمع‌آوری شده
می‌تواند شامل مقدار تجهیزات در دست، قدرت نیروی نظامی و مهمات و همچنین موقعیت نیروها باشد. این گزارش‌ها جمع‌آوری می‌شوند و
طبق سلسله مراتب به فرماندهان نظامی _کسانی که بر اساس شرایط موجود دستورهای مقتضی را صادر می‌کنند ارسال می‌شود.
نظارت بر عملیاتها:
حسگرها را می‌توان در نواحی دور از دسترس و مناطق بحرانی به منظور مشاهده حضور نیروهای مهاجم به صورت تصادفی نصب کرد.
علاوه بر این بدون مداخلهٔ انسان، این شبکه‌ها به منظور اکتشاف (مسیر معابر جدید در سناریو جنگ استفاده می‌شود.
هدف گذاری:
شبکه حسگرها می‌تواند در جستجوی مسیر حرکت نیروهای دشمن استفاده شوند. داده‌های آنالیز شده را می‌توان به سیستم سلاحهای هوشمند داد تا در هدف‌گیری موقعیت دشمن موفق شوند.
برآورد میزان خسارت جنگ:
قبل یا بعد از عملیاتها، شبکه‌های حسگر را می‌توان در مناطق هدف به منظور ارزیابی میزان خسارت جنگ نصب نمود.
شناسایی جنگهای هسته‌ای بیولوژیکی و شیمیایی:
از شبکه حسگرها می‌توان در تشخیص زمان آغاز حمله‌های شیمیایی، بیولوژیکی و هستهای سود جست به نحوی که با شروع حمله، به نیروها
هشدار دهد. این شبکه‌ها می‌تواند به‌طور همزمان در تلافی حملهٔ دشمن نیز مؤثر باشد.
چالشهای رودروی جنگ‌افزارها در شبکه‌های بیسیم:
محدودیت درتوان: این شبکه‌ها باید برای دوره‌های زمانی بلند مدت اجرا شوند و نیازمند یک منبع تغذیه قابل تنظیم می‌باشند.
توان پردازشگر: کامپیوتر ۸۰۸۶ تا معادل پنتیوم را در بر می‌گیرد. نظارت در این کاربرد طبیعت همزمانی (همزمان محاسبات عمل هم
انجام شود) دارد. حسگرها خود مختارند. نیاز به تغییر وضعیت حسگرها است.

## کاربردهای تجاری
۱. بهبود وضع امنیت راه‌های عمومی:
از هنگامی که درسالهای اخیر، استفاده از شبکه‌های حسگر به منظور مسیریابی وسائط نقلیه نظامی مطرح گردید، پیشنهاد شد که یک
سیستم خودکار مبتنی بر این شبکهٔ حسگر به منظور بهبود وضع امنیت راه‌های عمومی به کار گرفته شود. طبق اسناد موجود در ادارهٔ راه ایرلند، ۴۱ درصد از تصادفات جاده‌ای به واسطهٔ سبقت غیرمجاز می‌باشد. به همین دلیل هدف از طراحی سیستم این است که
رانندگان بتوانند حداقل فاصلهٔ چند صد متری خود را به وضوح ببینند. بدین ترتیب آنها می‌توانند در برابر هر خطری به سرعت عکس-
العمل نشان دهند. ایدهٔ اصلی به ترتیب زیر است: گره‌های حسگر در طول دو طرف جاده به فواصل چند متری نصب می‌گردد گره‌ها باید داخل چشم گربه ایها جایگذاری شوند و به حسگرهای مغناطیسی تجهیز گردند. پس از جایگذاری به شکل یک شبکه رادیویی تک کاره درمی‌آیند تا اطلاعات مربوط به خودروهای عبوری را که توسط حسگرهای مغناطیسی بدست آمده‌است را بین یکدیگر مبادله کنند. حسگرها دور از نواحی بحرانی گذاشته شدهان گره‌ها لازم است تا بوسیلهٔ ارتباط با یکدیگر، باهم همکاری نمایند تا اطلاعات محلی مربوط به جاده را در یک زمان برابر برداشت نمایند. اطلاعاتی که شامل موقعیت و سرعت نسبی تمام وسائط نقلیه جاده در یک زمان و مکان مشخص می‌باشد. این اطلاعات سپس به خودروها
منتقل می‌گردد تا کامپیوترهای داخل آنها از این اطلاعات جهت تشخیص مخاطرات احتمالی استفاده کند. میزان محاسبات لازم که
باید توسط حسگرها و کامپیوترهای خودروها انجام پذیرد باید ارزیابی گردد.

## نتیجه‌گیری
شبکه‌های حسگر بیسیم کلاس جدیدی از شبکه‌های مخابراتی را به ما معرفی کرده‌اند. این شبکه‌ها به ما این قدرت را م یدهند که بفهمیم در
یک محیط فیزیکی که حتی حضور انسانی ممکن نیست؛ چه می‌گذرد. به عنوان مثال برای مطالعه روی رفتار طبیعت، در حیات وحش که حضور انسان
باعث فرار حیوانات می‌شود وجود حسگرها ضروری است. در کل شبکه‌های حسگر به خاطر سرعت بالای پردازش و انتقال اطلاعات و همچنین کم هزینه و کم حجم بودنشان تأثیر بسزایی در امنیت مالی، جانی و سلامت ما دارند. در کاربردهای نظارت بر سلامت شبکه حسگر باعث کاهش هزینهٔ افراد و افزایش سرعت عکس العمل در مواقع اضطراری می‌شود. شبکه‌های حسگر دید وسیعی به ما می‌دهد تا با ایجاد انواع کاربردها، به بهبود وضعیت زندگی و جامعهٔ خود بپردازیم. نظارت بر فروشگاه‌ها برای جلوگیری از سرقت، نظارت بر جاده‌ها به منظور کنترل ترافیک شهری و جلوگیری از تصادفات جاده‌ای و مراقبت نامحسوس از افراد سالمند از این دسته کاربردها هستند. به علاوه شبکه‌های حسگر می‌توانند در آیندهای نزدیک نقش گستردهای در تحول نسل جدید تجهیزات، جنگ‌افزارها و سلاحها داشته باشند.